# یواس‌اس برنت (ای‌ام‌اس-۴۳)

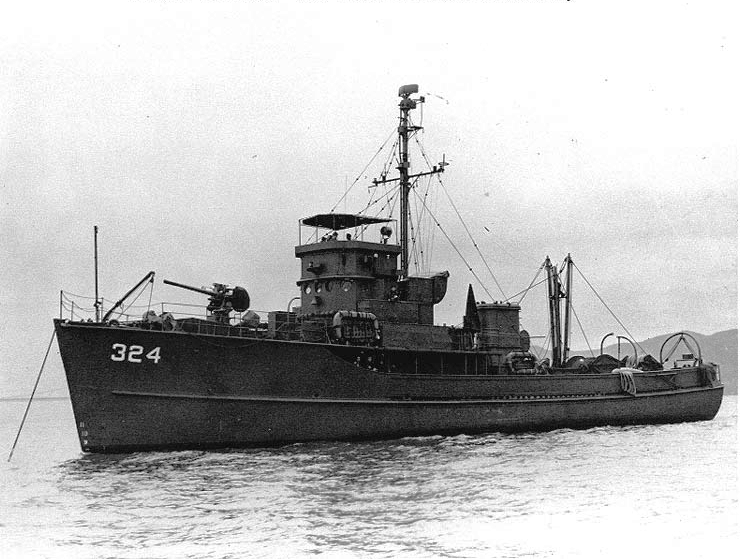
کشتی USS Brant (AM-24) کشتی ناوگان آمریکایی بود که در دوران جنگ جهانی دوم خدمت می‌کرد. این کشتی از نوع کشتی شناور اندازه‌گیری کوچک بود و برای انجام مأموریت‌های خطرناک نظیر پاکسازی مین‌ها و حمل و نقل بارهای سنگین به کار می‌رفت. USS Brant در سال 1942ساخته شد و در سال 1946 بازنشسته شد. در طول خدمت خود، USS Brant در مناطق مختلف جهان از جمله دریای شمالی، دریای خزر و دریای مدیترانه خدمت کرد.

یواس‌اس برنت (ای‌ام‌اس-۴۳) (به انگلیسی: USS Brant (AMS-43)) یک کشتی است که طول آن ۱۳۶ فوت ۰ اینچ (۴۱٫۴۵ متر) می‌باشد. این کشتی در سال ۱۹۴۲ ساخته شد.